# GPGTools
GPGToolsは、macOS向けの電子メール・ファイルの暗号化機能を提供するインストールパッケージである。Windows向けのGpg4winと同様のものであり、GPGTools自体と付属するソフトウェアはすべてFOSSである。GPGToolsプロジェクトの目的は、暗号化ソフトウェアであるGNU Privacy Guard (GnuPG) と関連するツールのmacOS向けのインストーラを提供することである。

## GPGToolsに同梱されているコンポーネント
- MacGPG: GnuPGのmacOS向けポート。GPGToolsの中核
- GPG Keychain Access: OpenPGPのための証明書マネージャ
- GPGMail: メール向けのプラグイン（電子メールの暗号化・署名）
- GPGServices: サービスメニュー（ファイルの暗号化・署名）
- GPGPreferences: OSのアップデート後にGPGTools関連アプリケーションの設定を修正するシステム設定